# Aigisthos
Aigisthos (latinsky Aegisthus) je v řecké mytologii syn mykénského krále Thyesta a jeho vlastní dcery Pelopeii. Je záludným zrádcem a postava veskrze záporná, která je součástí historie krvavých rodinných bojů o vládu nad Mykénami.
Aigisthos nejprve zavraždil svého strýce a zároveň adoptivního otce Átrea, který se svým bratrem Thyestem (skutečným Aigisthovým otcem) vedl dlouholetý lítý boj o mykénský trůn. Když se řečtí hrdinové vypravili do trójské války, Aigisthos svedl k nevěře Klytaimnéstru, manželku jejich vůdce Agamemnona, který byl Átreovým synem. Oba milenci po návratu Agamemnóna zavraždili a Aigisthos usedl na mykénský trůn. Neušel však pomstě od jeho syna Oresta, který zabil Aigistha i svou matku Klytaimnéstru.

## Mytologický příběh
Aigisthos je děsivá tragická postava řeckých mýtů, muž, pro kterého se jen těžko hledají slova porozumění. Jeho život je plný násilí, a to vlastního, ale také jeho předků.
Jeho předkem byl Tantalos, který proslul tím, že svého syna Pelopa zabil, rozčtvrtil, uvařil a předložil jako pokrm na hostině bohů. Chtěl své hosty jenom vyzkoušet, jsou-li opravdu tak vševědoucí, že poznají, co je jim nabídnuto k snědku. Poznali a Tantalos neušel spravedlivému trestu, navěky trpí v podsvětí Tantalova muka. Jeho syna Pelopa však bohové znovu oživili.
Pelops měl syny jménem Átreus a Thyestés. Celý život se přetahovali o vládu v Mykénách a žádný prostředek jim nebyl dost.
Thyestés svedl bratrovu manželku Áeropé, aby mu pomohla k trůnu, Átreus ho podfoukl, trůnu se zmocnil a Thyesta vyhnal. Ten s sebou vzal Átreova syna Pleisthena, vychoval ho a později ho přivedl do Mykén, aby zabil svého otce. Stalo se ale, že Átreus zabil mladíka a teprve dodatečně v něm poznal svého syna. Aby se pomstil svému bratru, nalákal Thyesta do Mykén a předložil mu k uvítání příšerné hody: zabil jeho tři syny a předložil mu je na mísách. Bohové pomohli zničenému Thyestovi uprchnout.
Átreus ho dal hledat, ale našel jenom jeho posledního syna Aigistha, přivedl ho do Mykén a vychoval ho společně se svými syny Agamemnónem a Meneláem. Ti později Thyesta vypátrali, přivedli ho do Mykén a uvrhli do vězení. Átreus poručil Aigisthovi, aby svého otce zabil. Jenže vězněný Thyestés svého syna poznal a běh osudu se opět změnil: mladý Aigisthos naopak probodl mečem svého strýce Átrea.
Potom se Thyestés a Aigisthos zmocnili vlády nad Mykénami. Átreovi synové Agamemnón a Meneláos museli uprchnout a našli si útočiště u spartského krále Tyndarea. Agamemnón se však po několika letech vrátil a zabil Thyesta. Stal se mykénským králem, budoval silné království a na určitý čas se i smířil s vrahem svého otce, Aigisthem. Ten se však nikdy nerozloučil s myšlenkami na pomstu.
Poté Agamemnón, který toužil po válečné slávě, zorganizoval velké řecké vojsko, které vytáhlo proti Tróji, aby dovedli zpět krásnou Helenu, manželku Meneláa. Unesl ji Paris, syn trojského krále Priama. Válka trvala dlouhých deset let, nakonec však přinesla Řekům vítězství a Tróji totální zkázu.
Aigisthos se války nezúčastnil. Naopak - navštěvoval opuštěnou královu manželku Klytaimnéstru a sváděl ji tak dlouho, až mu podlehla. Spolu pak zosnovali plán, jak se krále zbavit. Když se Agamemnón vracel z války, dal manželce smluvenou zprávu o svém návratu. Aigisthos ho uvítal a uspořádal velkou hostinu na jeho počest, ale v průběhu hodování znamením přivolal dvanáct najatých vrahů, kteří Agamemnona a jeho druhy přímo u stolu zabili. Aigisthos nechal krále spěšně pohřbít a hned se prohlásil mykénským králem.
Mykénský lid mu nikdy ten strašný skutek neodpustil. Aigisthova krutá vláda trvala však jenom sedm let, poté se vrátil Agamemnonův syn Orestés. Nepoznán se dostal do hradu a otcova vraha Aigistha i zrádnou matku Klytaimnéstru probodl mečem.
Tak skončilo vražedné běsnění, které trvalo několik generací.

## Odkaz v umění
Tato krvavá historie zajímala antické i novodobé autory, žádný z nich však Aigisthovi neprojevil ani známku porozumění.
Homér ho nazval záludným zrádcem, jiní (Aischylos, Eurípidés, Sofoklés, Goethe, Sartre) ho nazývali tím, který „Mykény bohaté zlatem“ proměnil v „Mykény zbrocené krví“.